# Angola on the Lake
Angola on the Lake is een plaats (census-designated place) in de Amerikaanse staat New York, en valt bestuurlijk gezien onder Erie County. De plaats ligt in de Town of Evans.

## Demografie
Bij de volkstelling in 2000 werd het aantal inwoners vastgesteld op 1771.

## Geografie
Volgens het United States Census Bureau beslaat de plaats een oppervlakte van
6,5 km², geheel bestaande uit land.

## Plaatsen in de nabije omgeving
De onderstaande figuur toont nabijgelegen plaatsen in een straal van 16 km rond Angola on the Lake.